# (13523) Vanhassel
(13523) Vanhassel est un astéroïde de la ceinture principale.

## Description
(13523) Vanhassel est un astéroïde de la ceinture principale. Il fut découvert le 6 juin 1991 à La Silla par Eric Walter Elst. Il présente une orbite caractérisée par un demi-grand axe de 3,04 UA, une excentricité de 0,06 et une inclinaison de 5,5° par rapport à l'écliptique.

## Compléments